# John Heffernan
John Heffernan (Billericay, Essex, 30 de junio de 1981) es un actor británico, especialmente conocido por sus participaciones en teatro.

## Carrera
Heffernan nació en Billericay, Inglaterra y trabajó como ujier en el Teatro Nacional. Ha aparecido en la pantalla en varios papeles, incluido Henry Lascelles en la adaptación de la BBC de la novela de Susanna Clarke Jonathan Strange & Mr Norrell, Jaggers en Dickensian y Steven Rose en la cuarta temporada de Luther. En el 2017, interpretó a John Grigg, segundo barón de Altrincham, en un episodio de la serie de Netflix The Crown, donde fue en una entrevista fuertemente asediado por el periodista Robin Day, estelarizado por Bertie Carvel por haber atacado a la reina. También interpretó a Nine for Big Finish, en sus cajas de Doctor Who, Doom Coalition y Ravenous. Regresó al Teatro Nacional en 2022 para interpretar al coprotagonista junto a Katherine Parkinson en una nueva producción de Mucho ruido y pocas nueces dirigida por Simon Godwin.

## Filmografía

### Series de televisión
| Año         | Título                        | Personaje                           | Notas                             |
| ----------- | ----------------------------- | ----------------------------------- | --------------------------------- |
| 2022        | Becoming Elizabeth            | Edward Seymour, I duque de Somerset |                                   |
| 2020        | Drácula                       | Jonathan Harker                     | 1 episodios - miniserie           |
| 2017        | The Crown                     | Lord Altrincham                     | 1 episodio - serie de televisión  |
| 2015 - 2016 | Dickensian                    | Jaggers                             | 13 episodios - miniserie          |
| 2015        | Luther                        | Steven Rose                         | 2 episodios                       |
| 2015        | Jonathan Strange & Mr Norrell | Lascelles                           | 7 episodios                       |
| 2015        | Sons of Liberty               | Asistente del Gobernador            | 3 episodios - miniserie           |
| 2015        | Foyle's War                   | James Gifford                       | episodio "Trespass"               |
| 2014        | Ripper Street                 | Ronald Capshaw                      | 4 episodios                       |
| 2014        | Outlander                     | Lord Oliver Thomas                  | episodio "The Garrison Commander" |
| 2013        | Love & Marriage               | Ashley Roehampton                   | 6 episodios                       |
| 2012        | The Hollow Crown              | Francis                             | 2 episodios - miniserie           |
| 2012        | National Theatre Live         | Hastings                            | episodio "She Stoops to Conquer"  |
| 2011        | The Shadow Line               | Oficial Felix                       | episodio # 1.1 - miniserie        |
| 2009        | Casualty 1909                 | Estudiante                          | episodio # 1.2                    |
| 2008        | Great Performances            | Oswald                              | episodio "King Lear"              |
| 2007        | Holby Blue                    | Jimmy Cooper                        | episodio # 1.5                    |

### Películas
| Año  | Título                                | Personaje          | Notas                                                                                               |
| ---- | ------------------------------------- | ------------------ | --------------------------------------------------------------------------------------------------- |
| 2020 | The Banishing                         | Linus Forster      | junto Jessica Brown Findlay                                                                         |
| 2019 | Official Secrets                      | James Welch        | junto Keira Knightley, Matt Smith, Matthew Goode, Adam Bakri y Ralph Fiennes                        |
| 2013 | Eye in the Sky                        | Harold Webb        | junto a Aaron Paul, Colin Firth, Helen Mirren, Alan Rickman, Barkhad Abdi y Carl Beukes             |
| 2013 | Having You                            | Dr. Matthew Jenson | junto a Anna Friel, Romola Garai, Andrew Buchan, Philip Davis, Steven Cree y Hattie Morahan         |
| 2013 | Murder on the Home Front              | Zeigler            | junto a Patrick Kennedy, Tamzin Merchant, James Fleet, David Sturzaker, Iain McKee y Ryan Gage      |
| 2012 | The Academy: Special                  | George             | junto a Ian McKellen, Jonathan Hyde, Sylvester McCoy, Frances Barber, Georgia King y Robert Gilbert |
| 2009 | The Academy Part 2: First Impressions | George             | junto a Jonathan Hyde, Georgia King, Tori Hart, Frances Barber, Beth Eyre y Robert Gilbert          |
| 2009 | The Academy                           | George             | corto - junto a Rebecca Alexander, Frances Barber, Jemma Bolt, Eke Chukwu y Joanne Dixon            |
| 2006 | Little Claus and Big Claus            | Párroco            | corto - junto a Andrew Shepherd, Tim Killick, Stephen Fry, Christian Rodska y Fine Time Fontayne    |

### Narrador
| Año  | Título              | Notas      |
| ---- | ------------------- | ---------- |
| 2013 | All This Can Happen | Documental |

### Teatro
| Año  | Obra                        | Personaje          | Director (a)  | Teatro            | Notas                                                                          |
| ---- | --------------------------- | ------------------ | ------------- | ----------------- | ------------------------------------------------------------------------------ |
| 2013 | Edward II                   | Edward II          | -             | National Theatre  | junto a Vanessa Kirby, Kyle Soller y Jamie Satterthwaite                       |
| 2013 | The Hothouse                | Lush               | -             | -                 | junto a Simon Russell Beale, Harry Melling, Clive Rowe e Indira Varma          |
| 2012 | She Stoops To Conquer       | Hastings           | -             | -                 | junto a Sophie Thompson, Katherine Kelly, Steve Pemberton y Harry Hadden-Paton |
| 2012 | The Physicists              | Möbius             | Josie Rourke  | Donmar Warehouse  | junto a Paul Bhattacharjee, Ben Hardy, Miranda Raison y Sophie Thompson        |
| 2011 | Richard II                  | Richard II         | Andrew Hilton | Tobacco Factory   | junto a Benjamin Whitrow, Julia Hills y Roland Oliver                          |
| 2011 | The Last Of The Duchess     | Michael Bloch      | Richard Eyre  | Hampstead Theatre | junto a Helen Bradbury, Anna Chancellor, Sheila Hancock y Angela Thorne        |
| 2010 | Love, Love, Love            | Kenneth            | -             | -                 | junto a Daniella Denby-Ashe                                                    |
| 2008 | Major Barbara               | Stephen Undershaft | -             | National Theatre  | junto a Simon Russell Beale, Hayley Atwell, Claire Higgins y Tom Andrews       |
| 2008 | King Lear                   | Oswald             | Trevor Nunn   | -                 | junto a Ian McKellen, Jonathan Hyde, Philip Winchester y Sylvester McCoy       |
| 2005 | Hamlet                      | Francisco/Lucianus | -             | -                 | -                                                                              |
| -    | Emperor and Galilean        | -                  | -             | -                 | -                                                                              |
| -    | After the Dance             | -                  | -             | -                 | -                                                                              |
| -    | The Habit of Art            | -                  | -             | -                 | -                                                                              |
| -    | The Revenger's Tragedy      | -                  | -             | -                 | -                                                                              |
| -    | The Seagull                 | -                  | -             | -                 | -                                                                              |
| -    | King John                   | -                  | -             | -                 | -                                                                              |
| -    | Much Ado About Nothing      | -                  | -             | -                 | -                                                                              |
| -    | Romeo and Juliet            | -                  | -             | -                 | -                                                                              |
| -    | Carrie's War                | -                  | -             | -                 | -                                                                              |
| -    | Love and Information        | -                  | -             | -                 | -                                                                              |
| -    | Jack Thorne Monologue       | -                  | -             | -                 | -                                                                              |
| -    | Lloyd George Knew My Father | -                  | -             | -                 | -                                                                              |

## Premios y nominaciones
| Año  | Categoría                  | Premio              | Teatro        | Resultado |
| ---- | -------------------------- | ------------------- | ------------- | --------- |
| 2008 | Performance (tercer lugar) | Ian Charleson Award | Major Barbara | Ganó      |
| 2007 | Best Performances          | Ian Charleson Award | King Lear     | Nominado  |